# Il grande attacco
Il grande attacco è un film di guerra del 1978 diretto da Umberto Lenzi.

## Trama
Durante i Giochi olimpici del 1936 delegati di diversi paesi si incontrano in Germania ed i loro destini si incroceranno di nuovo durante la seconda guerra mondiale. Il tedesco Roland sposa una mezza ebrea e allo scoppio della guerra lui dovrà partire per l'Africa e morire e lei morirà per mano della Gestapo. Il Generale Foster, richiamato in servizio, perderà un figlio, ma riuscirà a vederne salvo un altro. Un professore irlandese torna a fare il corrispondente di guerra e morirà assieme a un giovane cronista che aveva istigato a partire. Un altro tedesco in Francia tenta di aiutare una povera vedova, lei morirà per mano partigiana, lui per mano delle SS. Solo un americano tornerà a casa da moglie e figli.

## Produzione
Nel film sono riutilizzati sequenze tratte da altre pellicole: La legione dei dannati, La battaglia di El Alamein. I carri inglesi e tedeschi mostrati nel film sono in realtà tutti carri americani molti dei quali risalenti al dopoguerra: M4 Sherman, M24 Chaffee, M41 Walker Bulldog e M47 Patton.